# Lotus hebranicus
Lotus hebranicus är en ärtväxtart som beskrevs av August Brand. Lotus hebranicus ingår i släktet käringtänder, och familjen ärtväxter. Inga underarter finns listade i Catalogue of Life.